# U 항공
U 항공(영어: U Airlines, 태국어: ยู แอร์ไลน์)은 태국의 항공사로 방콕에 본사를 두고 있으며 수완나품 공항을 거점으로 운항하고 있다. 현재 이 항공사는 대한민국, 인도네시아, 중화인민공화국을 중심으로 정기 노선을 취항하고 있다.

## 운항 노선
- 대한민국
  - 서울 – 인천국제공항
- 중화인민공화국
  - 옌청 – 옌청 난양 공항
- 인도네시아
  - 자카르타 – 수카르노 하타 국제공항
- 태국
  - 방콕 – 수완나품 공항 허브